# António da Costa (escritor)
D. António da Costa de Sousa de Macedo, conhecido como António da Costa (Lisboa, 24 de novembro de 1824 — Lisboa, 24 de janeiro de 1892) foi um escritor e político português.

## Biografia
António da Costa de Sousa de Macedo nasceu a 24 de novembro de 1824, na freguesia de Santa Catarina, em Lisboa. Era filho do 1.° conde de Mesquitela, D. Luís da Costa de Sousa de Macedo e Albuquerque, e da condessa, sua mulher, D. Maria Inácia de Saldanha Oliveira e Daun.
Formado em Direito pela Universidade de Coimbra, teve importante ação ao nível da instrução pública.
Entre 22 de junho e 29 de agosto de 1870 foi, durante 69 dias, ministro de um primeiro e efémero Ministério da Instrução Pública.
Durante o seu mandato ministerial, António da Costa promoveu reformas ligadas ao ensino superior, à instrução primária e às bibliotecas públicas, entre outras.
Fundou o Centro Promotor de Instrução Popular e foi comissário do Teatro D. Maria II.
Em 1878, publicou nas seis edições da revista literária O Académico, "A Reforma do Marquês de Pombal", versando sobre Reforma Pombalina no ensino.
António da Costa faleceu a 24 de janeiro de 1892, na freguesia de Santa Catarina, em Lisboa. Não casou nem teve descendência.

## Obras
- As minhas saudades. Coimbra: Imprensa Trovão e Companhia, 1844.
- Moliére. Lisboa: Imprensa Nacional, 1851.
- Estatistica do Districto Administrativo de Leiria. Leiria: Typ. Leiriense, 1855.
- Relatório da Administração do Theatro Nacional de Dona Maria Segunda apresentado a S. Exa. o Ministro do Reino. Lisboa: Imprensa Nacional, 1861.
- 2.º Relatório da Administração do Theatro Nacional de Dona Maria Segunda apresentado a S. Exa o Ministro do Reino. Lisboa: Typ. do Futuro, 1862.
- O casamento civil: resposta ao sr. Alexandre Herculano. Lisboa: Soc. Typ. Franco-Portugueza, 1865[8].
- O casamento civil perante a carta constitucional: segunda resposta ao sr. Alexandre Herculano. Lisboa: Imprensa Nacional, 1866.
- O casamento civil perante os principios: terceira resposta ao sr. Alexandre Herculano. Lisboa: Imprensa Nacional, 1866.
- O christianismo e o progresso. Lisboa: Imprensa Nacional, 1868.
- Necessidade de um Ministério de Instrucção Pública. Lisboa: Imprensa Nacional, 1868. (eBook)
- A instrução nacional. Lisboa: Imprensa Nacional, 1870[9].
- História da instrucção popular em Portugal desde a fundação da Monarchia até aos nossos dias. Lisboa: Imprensa Nacional, 1871.
- José de Castilho, o herói do Mondego. Lisboa: Imprensa Nacional, 1872.
- Três mundos. Lisboa: Imprensa Nacional, 1873.
- Instituição de oiro: Associação Protectora e Instrucção do Sexo Feminino Funchalense. Lisboa: Imprensa Nacional, 1878.
- História do Marechal Saldanha. Lisboa: Imprensa Nacional, 1879. Só foi publicado o 1.º tomo.
- Ao meu paiz. Lisboa: Typ. Universal de Thomaz Quintino Antunes, 1880[10].
- Auroras da instrucção pela iniciativa particular. Lisboa: Imprensa Nacional, 1884. 2.ª ed. Coimbra: Imprensa da Universidade, 1885.
- A mulher em Portugal. Lisboa: Typ. da Companhia Nacional, 1892. Obra póstuma publicada em benefício de uma criança[11]
- No Minho. 2.ª ed. Porto: Livraria Chardon de Lello & Irmão, 1900.
- Braga fiel, Porto ladrão. Braga: Fundação Cultural Barcara Augusta, 2000. Rev. Ana Margarida Dias